# Gastón de Prat Gay
Gastón María de Prat Gay (San Miguel de Tucumán, 28 de diciembre de 1934) es un diplomático y periodista argentino, que se desempeñó como representante en la Organización de los Estados Americanos y embajador en la Unión Soviética y Rusia (tras el fin de la era soviética).

## Biografía
Nació en San Miguel de Tucumán, siendo hijo del dirigente político tucumano, Fernando Prat Gay y de Clemencia Lucila Bouquet Roldán, pertenecientes a la élite azucarera tucumana, con un amplio desempeño empresarial. Estudió abogacía en la Facultad de Derecho y Ciencias Sociales de la Universidad de Buenos Aires. En Estados Unidos, estudió periodismo en la Universidad de California en Berkeley y una maestría en relaciones internacionales en la Universidad Americana de Washington D. C.
Trabajó como periodista de la agencia estadounidense United Press International, la revista mexicana Mañana y el periódico argentino Clarín.
Ingresó al servicio exterior en 1959. En su carrera diplomática, cumplió funciones en el Ministerio de Relaciones Exteriores y Culto, siendo consejero de prensa, miembro de la Oficina de Planificación.de Políticas, vicedirector del Instituto del Servicio Exterior de la Nación (ISEN), y jefe del Departamento de América del Norte en 1979. En el extranjero, cumplió funciones en Estados Unidos y Uruguay.
Fue ministro plenipotenciario y representante permanente adjunto de Argentina ante las Naciones Unidas entre 1973 y 1976, bajo Carlos Ortiz de Rozas. Fue ministro consejero en la embajada de Argentina en Estados Unidos, siendo encargado de negocios entre noviembre y diciembre de 1976. Se mantuvo en la embajada como jefe de misión adjunto bajo el embajador Jorge Antonio Aja Espil hasta 1981. A finales de 1979 fue designado interinamente como presidente de la Comisión de Administración Pública Internacional de las Naciones Unidas tras la renuncia de Raúl Alberto Quijano.
En 1984, el presidente Raúl Alfonsín lo nombró representante permanente en la Organización de los Estados Americanos (OEA).
En septiembre de 1989 fue designado embajador en la Unión Soviética por el presidente Carlos Menem. Se mantuvo en el cargo hasta julio de 1992, siendo el primer representante argentino en la Federación de Rusia. En 1990 fue designado embajador concurrente en Mongolia y en 1992 fue designado embajador concurrente en Estonia y en Ucrania. En 1991 firmó el establecimiento de relaciones diplomáticas entre Argentina y Letonia.
En el ámbito privado, fue director en la empresa familiar, la Compañía Azucarera del Norte.
Fue profesor de política exterior argentina en la Universidad del Salvador.
Es tío del economista y político Alfonso Prat Gay.

## Obra
- Política Internacional del Grupo Latinoamericano. Editorial Abeledo y Perrot (1967).[2]
- The Latin American states and the non-aligned movement (1980).[13]